# Березань (Миколаївський район)
Береза́нь — село в Україні, у Чорноморській сільській громаді Миколаївського району Миколаївської області. Населення становить 27 осіб.

## Населення

### Мова
Розподіл населення за рідною мовою за даними перепису 2001 року:
| Мова       | Кількість | Відсоток |
| ---------- | --------- | -------- |
| українська | 19        | 70.37%   |
| російська  | 8         | 29.63%   |
| Усього     | 27        | 100%     |